# Sveriges Bildkonstnärsfonds Stora stipendium
Sveriges Bildkonstnärsfonds Stora stipendium är ett stipendium som utdelas årligen av Sveriges Bildkonstnärsfond till en bild- eller formkonstnär "som med en mycket hög konstnärlig kvalitet har stor betydelse för nya generationer av konstnärer". Stipendiet är på 300.000 kronor.

## Stipendiater
- 1993 Ola Billgren, bildkonstnär
- 1994 Anders Petersen, fotograf
- 1995 Ulrik Samuelson, bildkonstnär
- 1996 Cecilia Edefalk, bildkonstnär
- 1997 Jonas Bohlin, formgivare
- 1998 Marie-Louise Ekman, bildkonstnär
- 1999 Vivianna Torun Bülow-Hübe, silversmed
- 2000 Elis Eriksson, bildkonstnär
- 2001 Ann-Sofi Sidén, bildkonstnär
- 2002 Dan Wolgers, bildkonstnär
- 2003 Ingegerd Råman, formgivare och konsthantverkare
- 2004 Björn Dawidsson (Dawid), fotograf
- 2005 Joakim Pirinen, tecknare
- 2006 Gunvor Nelson, filmare och bildkonstnär
- 2007 Jan Håfström, bildkonstnär
- 2008 Signe Persson-Melin, keramiker och formgivare
- 2009 - ingen stipendiat
- 2010 Lars Englund, skulptör och grafiker
- 2011 Sandra Backlund, modeskapare
- 2012 Gerry Johansson, fotograf
- 2013 Eva Löfdahl, bildkonstnär[1]
- 2014 Per B. Sundberg, keramik- och glaskonstnär[2]
- 2015 Nathalie Djurberg, bildkonstnär[3]
- 2016 Åke Axelsson, formgivare och inredningsarkitekt[3]
- 2017 Jarl Ingvarsson, bildkonstnär[3]
- 2018 Ann Edholm, bildkonstnär[3]
- 2019 Liv Strömquist, serieskapare[4]
- 2020 Henrik Håkansson, bildkonstnär
- 2021 Gittan Jönsson, bildkonstnär